# Kyumbe Munguti
Kyumbe Munguti (28 febbraio 1995) è un mezzofondista keniota.

## Palmarès
| Anno | Manifestazione     | Sede     | Evento          | Risultato | Prestazione | Note                          |
| ---- | ------------------ | -------- | --------------- | --------- | ----------- | ----------------------------- |
| 2023 | Mondiali di cross  | Bathurst | Staffetta mista | Oro       | 23'14"      |                               |
| 2023 | Mondiali su strada | Riga     | Miglio          | 13º       | 4'00"67     | Miglior prestazione personale |
| 2024 | Mondiali di cross  | Belgrado | Staffetta mista | Oro       | 22'15"      |                               |

## Campionati nazionali
2018
- Eliminato in batteria ai campionati kenioti, 800 m piani - 1'52"31

2019
- 5º ai campionati kenioti, 1500 m piani - 3'39"14

2022
- Bronzo ai campionati kenioti, 1500 m piani - 3'36"55

2023
- Oro ai campionati kenioti, 1500 m piani - 3'37"38

2024
- Bronzo ai campionati kenioti di corsa campestre, cross corto - 5'35"

2025
- 4º ai campionati kenioti di corsa campestre, cross corto - 6'23"

## Altre competizioni internazionali
2024
- 6º all'Irena Szewińska Memorial ( Bydgoszcz), 1500 m piani - 3'38"52